# Madeleine Gay
Madeleine Gay (* 1953 in Maurifer bei Sitten) ist eine Schweizer Önologin. Sie war bis zu ihrer Pensionierung im Herbst 2015 Chefönologin bei Provins im Kanton Wallis, der grössten Weinkellerei der Schweiz. 2008 und 2013 wurde sie beim Grandprix du Vin Suisse zur Schweizer Winzerin des Jahres gewählt.

## Leben
Madeleine Gay studierte nach einer Ausbildung in der Landwirtschaftsschule von Châteauneuf an der École d’ingénieurs de Changins Weinbau und Önologie. 1981 begann die Ingenieurin ihre Karriere bei der Genossenschaft Provins, wo sie 1997 ihre ersten Etiketten unterschrieb. Im Lauf von über drei Jahrzehnten baute sie mehrere bedeutende Weinlinien auf.